# Sahî, Oleșkî
Sahî (în ucraineană Саги) este un sat în orașul raional Oleșkî din regiunea Herson, Ucraina.

## Demografie
Componența lingvistică a localității Sahî
     Ucraineană (91,92%)
     Rusă (6,72%)
     Alte limbi (0,37%)
Conform recensământului din 2001, majoritatea populației localității Sahî era vorbitoare de ucraineană (91,92%), existând în minoritate și vorbitori de rusă (6,72%).